# L'amore sempre
L'amore sempre è un album di Bruno Lauzi, pubblicato dalla Numero Uno nel settembre del 1975.
Al pari dell'album Lauzi oggi, questo LP contiene alcune canzoni già pubblicate anni prima, ma riarrangiate e riadattate.
Ritornerai, Se tu sapessi, Margherita, Il tuo amore e Ti ruberò erano già state pubblicate nell'album Ti ruberò (1965).
L'altra, L'ultima domenica d'estate, La donna del sud, Poi sei venuta tu, I miei giorni, Sua Signoria l'Amore erano presenti nel disco I miei giorni (1967).
A Calais era già inclusa nell'album Cara (1968).

## Tracce
Brani composti da Bruno Lauzi, eccetto dove indicato.
Lato A
1. Ritornerai (Bruno Lauzi, Mario Coppola)
2. Se tu sapessi
3. L'altra
4. A Calais (Bruno Lauzi, Tito Fontana)
5. L'ultima domenica d'estate
6. La donna del sud

Lato B
1. Margherita
2. Il tuo amore
3. Poi sei venuta tu
4. I miei giorni
5. Sua Signoria l'Amore
6. Ti ruberò

## Musicisti
- Bruno Lauzi - voce